# Waylandite
La waylandite è un minerale appartenente al supergruppo dell'alunite, gruppo della plumbogummite. La prima descrizione è stata pubblicata nel 1962 in base ad un ritrovamento avvenuto a Wampewo Hill, contea di Busiro, distretto di Wakiso (ex provincia di Buganda), Uganda. Il nome è stato attribuito in onore del primo direttore dell'Uganda Geological Survey E. J. Wayland.
Questo minerale è l'analogo della zaïrite con alluminio al posto del ferro.

## Morfologia
La waylandite è stata scoperta sotto forma di masse compatte a grana fine di colore bianco. Sono poi stati individuati cristalli di dimensione inferiore a 0,5 mm

## Origine e giacitura
La waylandite è stata trovata nella pegmatite ricca di litio, si è formata per cristallizzazione nella fase tardiva idrotermale rimpiazzando la bismutotantalite.